# M'diq
M'diq, Mediek ou Rincón (em árabe: المضيق, berberes: Thaghmath) é uma cidade e estância balnear da costa norte de Marrocos, capital da prefeitura M'diq-Fnideq, que faz parte da região de Tânger-Tetuão. Em 2004 tinha 36 596 habitantes e estimava-se que em 2012 tivesse 54 868 habitantes.
M'diq faz parte da região histórica de Jebala e situa-se 15 km a norte de Tetuão e 30 km a sul de Ceuta. A comuna confina a norte com a de Fnideq, a sul com a de Mellaliyine, a oeste com a de Alliyene e é limitada a leste pelo Mar Mediterrâneo. O perímetro urbano tem 4,8 km², e a área urbanizada é 1,53 km².
As principais atividades económicas da cidade são o turismo de praia (100 000 turistas anualmente) e a pesca. Na década de 1970 foi construído um porto de pesca. Além deste, há também um porto de recreio.
Desde 2003 que todos os anos se realiza no verão a SNIM (Semana Naútica Internacional de M'diq), o principal evento turístico da região. É organizado pelo Royal Yachting Club de M'diq em colaboração com a prefeitura local e a federação marroquina de vela e patrocinado por várias empresas. Além de regatas, a semana inclui várias atividades sócioculturais.
SNIM(M'Diq's Sailing Week/Semaine nautique internationale de M'Diq) is one of the most important tourist attractions. It's organised once a year by the M'Diq Royal Yachting Club and sponsored by several commercial firms. It's also significant by all the surrounding socio-cultural activities.

## Etimologia
M'diq, mediek ou madiak é uma palavra árabe que significa "esquina" ou "estreito", o mesmo que rincón em castelhano. O nome deve-se ao facto da cidade estar limitada a sul por uma pequena cadeia de montanhas que se estende até ao mar junto ao parto (al marsa) Ain Chejra (tradução: "a fonte da árvore")